# The Chinese Death Thorn
Pour plus de détails, voir Fiche technique et Distribution.
The Chinese Death Thorn (littéralement : L'Épine mortelle chinoise) est un film muet américain réalisé par George Melford, sorti en 1913.

## Fiche technique
- Titre : The Chinese Death Thorn
- Réalisation : George Melford
- Assistant-réalisateur :
- Scénario :
- Musique :
- Producteur :
- Société de production : Kalem Company
- Société de distribution : General Film Company (États-Unis)
- Pays de production :  États-Unis
- Langue : film muet avec les intertitres en anglais américain
- Métrage : 600 m (2 bobines)
- Format : Noir et blanc — 35 mm — 1,33:1 — Muet
- Genre : Film dramatique
- Durée : 20 minutes
- Date de sortie : 
  - États-Unis : 10 décembre 1913

## Distribution
- William H. West : Moi Ling
- George Melford: Martin Avery
- Edward Clisbee (en) : Dick Avery, le frère de Martin
- George A. Williams (en) : Dearborn, un banquier
- Marin Sais : Mildred Dearborn, la fille du banquier
- Jane Wolfe : Mme Avery, la mère de Martin et Dick
- Billie Rhodes (en) : la sœur de Martin et Dick